# 李軒豪
李軒豪（り けんごう、李轩豪、1995年2月1日 - ）は、中国の囲碁棋士。重慶市出身、中国囲棋協会に所属、九段。全国囲棋個人戦優勝、Mlily夢百合杯世界囲碁オープン戦優勝など。

## 経歴
6歳の時に重慶棋院で囲碁を学び始める。9歳の時に北京の聶衛平囲棋道場で学ぶ。2006年全国少年児童戦男子児童組優勝。2008年初段。2009年世界青少年囲碁選手権大会青年組優勝、二段。
2010年リコー杯新秀戦ベスト4。2010、11年BCカード杯ベスト32進出。2011年三星火災杯ベスト16。2012年リコー杯新秀戦優勝、西南王戦ベスト8、倡棋杯中国プロ囲棋選手権戦ベスト4進出し準決勝三番勝負で陳耀燁に0-2で敗れる。
2013年三星火災杯ベスト16、五段。2014年全国囲棋個人戦優勝、利民杯世界囲碁星鋭最強戦ベスト8。2015年威孚房開杯棋王戦ベスト4。2016年春蘭杯世界囲碁選手権戦ベスト16、六段。2017年CCTV快棋戦準優勝、名人戦挑戦者決定戦進出、Mlily夢百合杯でベスト4進出、七段。2020年天元戦挑戦者決定戦進出。2020年八段、三星火災杯ベスト8。2022年衢州・爛柯杯、嵊州杯で優勝、九段。
2023年春蘭杯で準優勝。2024年2月に結婚。同年Mlily夢百合杯決勝で党毅飛を3-1で破り世界戦初優勝。
甲級リーグでは2009年から重慶チームで出場。2022年に13-2、2023年にも13-2で、2年連続で最多勝を獲得。中国棋士ランキングでは2016年17位、2017年1月16位、2022年2位、2023年2月に1位。
AIを用いた研究での活躍により「軒工智能」とも呼ばれる。2022年12月の春蘭杯準決勝で申眞諝に勝って決勝進出を決めた際、重慶のチームメイトである楊鼎新からSNSにて、着手のAIとの一致率の高さを指摘されたが、中国囲棋協会の調査で李軒豪に不正がないことが確認され、楊鼎新は6ヶ月の対局停止処分となった。

### タイトル歴
国際棋戦
- Mlily夢百合杯世界囲碁オープン戦 2024年

国内棋戦
- リコー杯新秀戦 2012年
- 全国囲棋個人戦 2014年
- 衢州・爛柯杯中国囲棋冠軍戦 2022年
- 嵊州杯中国王中王囲棋争覇戦 2022年

### 他の棋歴
国際棋戦
- 春蘭杯世界囲碁選手権戦 2023年準優勝
- Mlily夢百合杯世界囲碁オープン戦 2017年ベスト4
- 三星火災杯世界囲碁マスターズ 2011年ベスト16（×元晟溱、○結城聡、○汪涛、×元晟溱）、2013年ベスト16（○宋泰坤、×邱峻、○宋泰坤、×鄔光亜）、2018年ベスト16、2020年ベスト8
- 日中韓ペア碁名人選手権 2024年準優勝（李赫とペア）
- おかげ杯国際新鋭対抗戦 2017年優勝、2018年準優勝

国内棋戦
- 浙江平湖・当湖十局杯CCTV電視快棋戦 2017年 準優勝
- 嵊州杯中国王中王囲棋争覇戦 2023年準優勝
- 全国智力運動会 2009年男子団体戦2位（重慶チーム）、青少年個人戦4位　2011年男子団体戦2位（重慶チーム）、2015年大学生個人戦2位
- 中国囲棋甲級リーグ戦
  - 2009年（重慶冷酸魂）1-2
  - 2010年（重慶冷酸魂）4-2
  - 2011年（重慶冷酸魂）9-5
  - 2012年（重慶冷酸魂）6-7
  - 2013年（重慶銀行）8-3
  - 2014年（重慶銀行）9-9
  - 2015年（重慶銀行）8-11
  - 2016年（重慶地産）13-5
  - 2017年（重慶地産）11-14
  - 2018年（重慶愛普地産）15-11
  - 2019年（重慶）10-5
  - 2020年（重慶）9-6
  - 2021年（重慶）9-6
  - 2022年（重慶T23）13-2
  - 2023年（重慶野狐囲棋）13-2
- 弘通杯国家囲棋隊勝抜戦
  - 2012年 0-1（×時越）
  - 2013年 0-1（×柁嘉熹）

## 注
1. ↑  搜狐体育「14岁天才初入围甲技惊四座 目标是超越古力夺冠」2009.8.26
2. ↑  网易「恭喜李轩豪 李轩豪结婚了 能否再现孔杰一飞冲天」2024.2.29
3. ↑  弈城围棋网 「2023年2月职业棋手等级分（公示版） 李轩豪位列榜首」2023.3.3
4. ↑  紫牛新闻「29岁这一年，李轩豪九段成为了世界冠军」2024.5.5
5. ↑  “无证据公开质疑李轩豪作弊 杨鼎新被停赛半年”.  オリジナルの2022年12月31日時点におけるアーカイブ。 2022年12月31日閲覧。